# برمجية الأمن الاحتيالية
برمجية الأمن الاحتيالية (بالإنجليزية: Rogue security software)‏ هي البرامج التي تستخدم البرامج الضارة (البرامج الخبيثة) أو الأدوات الاحتيالية للإعلان أو لتثبيت نفسها أو إجبار مستخدمي الحاسب ليدفع لهم مقابل أن يكون معدوم التأثير مثل برامج التجسس.. برامج الأمان الاحتيالية تركيب في كثير من الأحيان حصان طروادة لتحميل الإصدار التجريبي، أو أنها تقوم بتنفيذ إجراءات أخرى غير المرغوب فيها. أول وأكثر الدراسات الشاملة والحقيقة عن برامج الأمان الاحتيالية وبرامج برامج التجسس يقوم بها إيريك إل. هويس.

## التأثيرات
الهدف الرئيسي لواضعي هذه البرامج الاحتيالية هي بيع ما لديهم من منتجات. ستظهر في مرات عديدة بمربعات حوار ويندوز.
معظم الأحيان، سوف تظهر مثل هكذا رسائل فيما معناه «تحذير! جهاز الحاسب الخاص بك مصاب ببرنامج تجسس! اشتري» اسم البرنامج«لإزالته!» عادة، عندما تقوم بالنقر على مربع الحوار على زر موافق، قد يوجه هذا المستخدم إلى أحد مواقع ذات محتوى جنسي.
في بعض الأحيان، حتى النقر على الزر الصحيح لإغلاق مربع الحوار هذا، سوف ينتج لديك نفس الأثر أو يقوم بتفعيل تركيب هذا البرنامج. (الضرورة الملحة التي يجب القيام بها هو الضغط على زر Alt + F4 للتحايل على هذه الخدعة). بعض البرامج، مثل SpyAxe تقوم بتحميل نسخها التجريبية بشكل تلقائي من دون علم مستخدم الحاسب. .